# Список керівників держав 822 року
Список керівників держав 822 року — це перелік правителів країн світу 822 року.
Список керівників держав 821 року — 822 рік — Список керівників держав 823 року — Список керівників держав за роками

## Європа
- Абхазьке царство — Леон II (768—828)
- Айлех — Мурхад мак Маеле Дуїн (819—823)
- Айргіалла — до 825 невідомо
- Королівство Східна Англія — Кеолвульф І (821—823)
- Королівство Астурія — Альфонсо II (791—842)
- Перше Болгарське царство — Омуртаг (814—831)
- Брихейніог — Теудр II (805—840)
- Волзька Болгарія — Айдар (815—855)
- Венеційська республіка — дож Анджело Партичипаціо (809—827)
- Вессекс — Еґберт (802—839)
- Візантійська імперія — Михаїл II Травл (820—829)
  - Неаполітанське герцогство — Стефан III (821—832)
- Королівство Гвент — Ідвалон ап Гургант (810—842)
- Гвікке — до 994 немає даних.
- Королівство Гвінед — Гівел ар Робдрі (816—825)
- Дал Ріада — Енгус II (820—834)
- конунґ данів — Горік I Старий (813—826)
- Дівед — міжцарствування. До 878 року невідомо.
- Конволл — король Гопкін ап Гернам (810—830)
- Королівство Ессекс було приєднано до Мерсії, а згодом — Вессексу. До 825 — елдормени.
- Ірландія — верховний король Конхобар мак Доннхада (819—833)
- Кахетія — Грігол (807—827)
- Карантанія — Етгар (820—828)
- Королівство Кент — Кеолвульф І (821—823)
- Кордовський емірат — Аль-Хакам I (796—822); Абдаррахман II (822—852)
- Король Італії Лотар I (818—855)
  - Князівство Беневентське — Сіко I (817–832)
  - Сполетське герцогство — Вінігес (789—822); Суппо I (822—824)
  - Герцогство Фріульське — Бальдеріх (819—827)
- Ленстер — Муйредах мак Руадрах (818—829)
- Мерсія — Кеолвульф І (821—823)
- Морганнуг — Артфел Старий (785—825)
- Коннахт — Діармайт (818—833)
- Мунстер — Фейдлімід мак Кремганін (821?-847)
- Німеччина:
  - Герцогство Баварія — Людовик I Благочестивий (817—829)
  - Архієпископ Зальцбурга — Адальрам (821—836)
- Король піктів — Енгус II (820—834)
- Королівство Нортумбрія — Енред (810—840/841)
- Королівство Повіс — Кінген II (808—854)
- Королівство Сассекс від 791 до 825 — герцогство.
- Сейсіллуг — Дівнуал ап Артен (807? — 850?)
- Стратклайд — Думнагуал ап Кінан (816—850)
- Улад — Маел Брессайл мак Айлілло (819—825)
  - Конайлле Муйрхемне — Спелан мак Слуагадайг (792—824)
  - Ві Ехах Кобо — Маел Брессайл мак Айлілло (801—825)
- Король Міде — Конхобар мак Доннхада (803—833)
- Франкське королівство — Людовик I Благочестивий (814—840)
  - Графство Арагон — Гарсія I Галіндес (820—834)
  - Герцогство Васконія — герцог Аснар Санш (819—836)
  - Бретонська марка — Ламберт I Нантський (818—831)
  - Графство Тулуза — Беренгер (816—835)
  - Урхельське графство — Аснар I Галіндес (820—839)
- Хозарський каганат — Манасія I (809/815—825)
- Швеція — ?
- Святий Престол; Папська держава — папа римський Пасхалій I (817—824)
- Вселенський патріарх — Антоній I Кассімата (821—837)
  - Тбіліський емірат — Мухаммад I ібн Атаб (813—829)

## Азія
- Близький Схід:
  - Багдадський халіфат — Абдуллах аль-Мамун (813—833)
    - Вірменський емірат — Іса ібн Мухаммед аль-Мамуні (820—823)
    - Дербентський емірат — під владою хозар (797—869)

  - Зіядіди — Мухаммед ібн Зіяд (818—859)
- Індія:
  - Західні Ганги — Рачамалла I (816—843)
  - Камарупа — Харджджараварман (815—832)
  - самраат Кашмірської держави Лалітапіда (813—825)
  - Імперія Пала — Девапала (810—850)
  - Династія Паллавів — Дантіварман (786—825)
  - Держава Пандья — Шрімара Шріваллабха (815—862)
  - Раджарата — раджа Аггабодхі VIII (816—827)
  - Раштракути — Амогаварша (814—878)
  - Саканбарі — нріпа Говіндараджа I (809—836)
  - Східні Чалук'ї — Віджаядітья II (808—847)
- Індонезія:
  - Матарам — Самаратунгга (819—838)
  - Шривіджая — до 832 невідомо
- Китай:
  - Династія Тан — Му-цзун (820—824)
  - Тибетська імперія — Ралпачан (815/817-841)
- Наньчжао — Мен Цюаньлішен (816—823)
- Корея:
  - Об'єднана Сілла — ісагим (король) Хондок (809—826)
  - Пархе — Сон (818—830)
- Паган — король Со Кін Ніт (802—829)
- Персія:
  - Тахіриди — Тахір ібн Гусейн (821—822); Талха ібн Тахір (822-828)
- Середня Азія:
  - Киргизький каганат — каган Ажо (820-840)
  - Уйгурський каганат — каган Кучлуг Більге-каган (821—824)
- Кхмерська імперія — Джаяварман II (802—850)
- Японія — Імператор Саґа (809—823)

## Африка
- Аксумське царство — Ведем Асфаре (802—832)
- Аббасиди — Абдуллах аль-Мамун (813—833)
  - Берегвати — Іл'яс ібн Саліх (792—842)
  - Некор (емірат) — Саліх II ібн Саїд (803—864)
- Ідрісиди — Ідріс II (791—828)
- Макурія — до 822 невідомо
- Мідрариди — Абу Мунтасир Ільяс (790—824)
- Рустаміди — Абд аль-Ваххаб ібн Абд ар-Рахман (787—823)

## Північна Америка
- Царство К'анту — К'ініч-Тооб'іль-Йо'паат (804—830)
- Шукуупське царство — Укіт-Тоок (810? — 830)